# Thuy Trang
Thuy Trang (en vietnamita: Thùy Trang; Saigón, 14 de diciembre de 1973-San Francisco, 3 de septiembre de 2001) fue una actriz de origen vietnamita. Conocida principalmente por su actuación en la serie Mighty Morphin Power Rangers. El padre de Trang era un oficial del ejército de Vietnam del Sur que huyó del país en 1975 después de la Caída de Saigón, dejando atrás a su familia. Cuando Trang tenía seis años, ella, su madre y sus hermanos abordaron un carguero con destino a Hong Kong, un viaje difícil durante el cual Trang se enfermó gravemente. Se reunieron con el padre de Trang en los Estados Unidos, en 1980, y se establecieron en California. Se matriculó en la Universidad de California, en Irvine, para estudiar Ingeniería Civil, pero cambió su enfoque a la actuación después de que un buscador de talentos la vio.
Trang fue elegida para Mighty Morphin Power Rangers, su primer papel importante, después de participar en un proceso de audición que incluyó a unas quinientas actrices. Al igual que los otros miembros del elenco, Trang solo retrató a su personaje en escenas cuando estaba sin su uniforme de power ranger. Las escenas de lucha disfrazada fueron metraje adaptado de la serie de televisión japonesa Super Sentai, Kyoryu Sentai Zyuranger, con la voz de Trang doblada sobre la acción. Trang apareció en ochenta episodios de la serie, que incluyeron toda la primera temporada y los primeros veinte episodios de la segunda. Realizó muchas de sus propias acrobacias y se lastimó repetidamente en el set.
Trang dejó Mighty Morphin Power Rangers a la mitad de la segunda temporada, junto con otros miembros del reparto, Austin St. John y Walter Emanuel Jones, debido a disputas contractuales y de pago. Tuvo una breve aparición en la película Spy Hard (1996) e interpretó a uno de los principales villanos en la película The Crow: City of Angels (1996). Trang había planeado aparecer en varias películas junto con St. John y Jones, pero finalmente no se hizo ninguna. Trang murió en un accidente automovilístico a los veintisiete años.

## Biografía

### Primeros años
Thuy Trang nació en Saigón, Vietnam del Sur, ahora Ciudad Ho Chi Minh, Vietnam, el 14 de diciembre de 1973, de padre Ky y madre Be. Tenía dos hermanos y una hermana. Su padre, un oficial del ejército de Vietnam del Sur (ARVN), tenía la tarea de proteger a Saigón del ejército comunista de Vietnam del Norte. Después de la Caída de Saigón en 1975, se vio obligado a dejar atrás a su familia y huyó del país, emigrando a Estados Unidos. Trang y su familia vivían en un campo de detención, mientras su padre solicitaba al Gobierno de Estados Unidos asilo político para su familia. Huyeron de Saigón cuando Trang tenía dos años. 
En 1979, cuando Trang tenía cinco años, ella y su familia abordaron en secreto un carguero con destino a Hong Kong. Fue un viaje muy difícil, con gente apretada debido al espacio limitado, falta de comida y agua. El viaje duró unos ocho o nueve meses y al menos cuatro personas murieron. Trang pasó largos períodos de tiempo sin comer y se enfermó, y su madre tuvo que forzar la comida por la garganta mientras estaba inconsciente para mantenerla con vida. En un momento, los otros pasajeros creyeron erróneamente que Trang estaba muerta y querían tirar su cuerpo por la borda para dejar más espacio para los otros refugiados, pero su madre se los impidió. La familia de Trang y su padre finalmente se reunieron en los Estados Unidos, en 1980, y se establecieron en la ciudad de Fountain Valley, California. 
Trang no hablaba inglés al llegar por primera vez a los Estados Unidos y tuvo que aprenderlo. Trang comenzó a estudiar kung-fu de Shaolin, y finalmente recibió un cinturón negro. Trang dijo sobre estudiar kung-fu: 

Es realmente bueno, porque construye mucho carácter y me hace más fuerte como persona, especialmente al pasar por todas las cosas por las que pasé, al venir aquí a Estados Unidos. Simplemente me enseña mucho sobre quién soy y qué soy, y sobre el respeto, la disciplina, la paciencia, la perseverancia y la resistencia.

El padre de Trang murió en 1992 cuando ella tenía dieciocho. Se graduó de Banning High School en el vecindario de Wilmington en Los Ángeles. Y se inscribió en la Universidad de California, Irvine, para estudiar Ingeniería Civil, planeó seguir a su padre y hermanos en el campo. Los pasatiempos de Trang incluían jugar tenis, trotar y leer novelas románticas. Ella también tenía un perro llamado Nia. Trang cambió su enfoque a la actuación después de una oportunidad de encontrarse con un buscador de talentos mientras pasaba el rato con amigos. Esto llevó a una clase de introducción a la actuación en la UCI en 1992, donde fue vista para un comercial de la Iglesia de la Cienciología, a pesar de que ella misma era budista. Trang, la primera persona de su familia en estudiar actuación, dijo que tenía la intención de terminar su educación más tarde, a pesar de emprender una carrera como actriz.
Su padre sirvió en la Guerra de Vietnam y voló a los Estados Unidos después de la caída de Saigón. Sin embargo, el resto de su familia no pudo hacer lo mismo. Toda su familia (esposa, dos hijos y dos hijas) se quedaron atrás.
En 1979, Thuy y su familia abordaron un barco de carga junto con otros cientos de refugiados y comenzaron su viaje a Estados Unidos. A pesar de que en el viaje pasó dificultades, como que antes de su llegada los refugiados fueron capturados en los campos de detención de Hong Kong, lograron arribar a Estados Unidos en 1980, tras los diferentes pedidos que hizo el padre de Thuy para que su familia recibiera asilo político en este país. Dos años después, en 1992, el padre de Thuy moriría a causa de un cáncer.
Por este motivo, Trang tuvo que contribuir, en gran parte, con el mantenimiento económico de la familia. Se graduó en la Banning High School y ganó una beca para estudiar Ingeniería Civil en la Universidad de California, Irvine. Sin embargo, dicho estudio se vio truncado con el inicio de su carrera actoral.

## Carrera
Aunque ya había hecho leves apariciones en comerciales de televisión, su primer gran papel fue el de la joven Trini Kwan en Mighty Morphin Power Rangers. Trini era la encargada de transformarse en la Yellow Ranger. Sus conocimientos en kung-fu, arte marcial que aprendió en su niñez, le ayudaron a quedarse con el papel tras la audición.
En esta serie duró ochenta episodios, desde 1993 hasta 1994. Salió del elenco junto a Austin St. John (Jason, el primer Red Ranger) y Walter Emanuel Jones (Zack, el primer Black Ranger), con quienes entablaría una gran amistad. La razón de esto se debió a la negación por parte de Saban Entertainment del aumento de sueldo que ellos exigían, ya que se reveló que en aquel tiempo Saban ganó millones rápidamente con los Power Rangers. Su reemplazo fue Karan Ashley.
En 1996 hizo una breve aparición en el show Spy Hard, interpretando a una manicurista. En ese mismo año hizo su primera actuación en el cine, con la película The Crow: City of Angels, como antagonista, interpretando a Kali. Trang también apareció en un documental llamado The Encyclopedia of Martial Arts, en 1995, siendo entrevistada.
También hace aparición como una extra, en una escena de El príncipe del rap en Bel Air (episodio 7 de la segunda temporada, 1991-1992), haciendo de una bailarina que practica en una clase de baile.
Trang iba aparecer en Cyberstrike, junto a St. John y Jones, pero lamentablemente nunca se llegó a producir por razones aún desconocidas.

## Muerte
El 3 de septiembre de 2001, Trang viajaba con su amiga, la actriz y modelo Angela Rockwood, de quien Trang iba a ser dama de honor en su próximo matrimonio con Dustin Nguyen. Eran pasajeros en un automóvil que viajaba por la Interestatal 5 entre San José y Los Ángeles, regresando tarde en la noche después de haber visitado a la dama de honor de Rockwood en San José. La conductora, otra dama de honor, Steffiana de la Cruz, golpeó un poco de grava suelta en un surco a lo largo del costado de la calle y perdió el control del vehículo. El coche se desvió violentamente a través de la carretera antes de chocar contra la pared rocosa del borde de la carretera, volteándose varias veces antes de chocar contra la barandilla de seguridad y caer sobre la orilla y hacia una segunda pared rocosa. Rockwood fue arrojada a treinta y cinco pies del automóvil y sobrevivió, pero se cortó la médula espinal y quedó paralizada del cuello hacia abajo. La piloto también sobrevivió al accidente. Trang sufrió lesiones internas y fue llevada en helicóptero para llevarla al hospital, pero murió en el camino. 
- Datos: Q259091